# Jesus, Take the Wheel
"Jesus, Take The Wheel" es una canción escrita por Brett James, Hillary Lindsey y Gordie Sampson. Es el primer sencillo del álbum debut de Carrie Underwood, Some Hearts.
La balada habla sobre una mujer buscando ayuda de Jesus en una emergencia, dejando que Jesús tome el control de su vida. La canción country-cristiana se convirtió un éxito en ambos lados. Llegando al número uno en el Country Chart y en el número uno de las Hot Christian Songs.
La canción se encuentra en el número cuatro en Las Mejores 40 Canciones de la Década de acuerdo a CMT.

## Contenido
La canción cuenta la historia de una madre que vive una vida libre espiritualmente. En víspera de Navidad está conduciendo a Cincinnati, Ohio, muchas cosas se le pasan por la mente a la mujer y se distrae del volante y termina chocando con un pedazo de hielo, causando que la mujer pierda el control del auto. Ella, asustada, suelta la mano del volante y mientras llora le ora a Jesús; poco tiempo después, el auto termina en una de las veredas de la carretera, sano y salvo. Luego de darse cuenta de la situación (y de ver que su bebé que viajaba en la parte de atrás esté sano y salvo), la mujer decide que Jesús tome el control de su vida.

## Recepción
La canción debutó en el número 39 en la lista de Billboard Hot Country Songs, y eventualmente, llegó al número uno, permaneciendo allí por seis semanas.
La canción también probó ser un éxito en ambos ámbitos de la música (cristiana y country), llegando al número veinte en el Billboard Hot 100 y vendiendo alrededor de 1 897 000 descargas digitales.

## Listas y certificaciones
| Lista (2005–2006)                   | Rango posición |
| ----------------------------------- | -------------- |
| Estados Unidos (Billboard Hot 100)  | 20             |
| Estados Unidos (Adult Contemporary) | 23             |
| US Christian Songs (Billboard)      | 4              |
| Estados Unidos (Hot Country Songs)  | 1              |
| Lista a finales de año (2006)       | Posición       |
| US Billboard Hot 100                | 78             |
| US Country Songs                    | 5              |

| País           | Certificación                           | Ventas    |
| -------------- | --------------------------------------- | --------- |
| Estados Unidos | Digital: 2× Platino Mastertone: Platino | 1,897,000 |
| Canadá         | Oro                                     | 40,000    |